# Pavel Cebanu
Pavel Cebanu (Reni, 28 marzo 1955) è un ex calciatore sovietico, di ruolo centrocampista.

## Carriera
Giocò per tutta la carriera nel Nistru Chişinău, oggi chiamato Zimbru. Nel 2003 è stato eletto Golden Player dalla Federazione calcistica della Moldavia, di cui è stato inoltre ed è tuttora presidente.